# Sainte-Félicité
| Municipalité de Sainte-Félicité          |                       |
| Église de Sainte-Félicité de L'Islet.jpg |                       |
| Coordenadas: 46°57' N 69°56'W            |                       |
| Província                                | Quebec                |
| Região administrativa                    | Chaudière-Appalaches  |
| Incorporado em                           | 1 de janeiro 1950     |
| Prefeito                                 | Georges St-Pierre     |
|                                          |                       |
| Área                                     |                       |
| - Cidade                                 | 95,8 km², 37 mi²      |
| Fuso horário                             | UTC -5                |
| População (2006)                         |                       |
| - Cidade                                 | 436                   |
| - Densidade                              | 5 hab/km², 12 hab/mi² |

Sainte-Félicité é um município canadense do conselho  municipal regional de L'Islet, Quebec, localizado na região administrativa de Chaudière-Appalaches. Em sua área de pouco mais noventa e cinco quilómetros quadrados, habitam cerca de quatrocentas pessoas.